# Діти райка
«Діти райка» (фр. Les Enfants du paradis) — французький драматичний фільм у двох частинах, поставлений режисером Марселем Карне 1945 року. За сценарій стрічки Жак Превер був номінований у 1947 році на здобуття премії «Оскар» Американської кіноакадемії .

## Сюжет
Частина перша — «Бульвар злочинів»
Близько 1830 року. Бульвар Таміль — один з найжвавіших і мальовничих районів Парижу. Натовп роззяв низкою прямує до ярмаркових балаганів. У одному з них Гаранс (Арлетті), чарівна молода жінка, яка вже багато побачила за своє життя, зображує «голу правду». Незабаром, втомившись від цього нудного заняття, вона кидає його та потрапляє на вулицю. Актор Фредерік Леметр (П'єр Брассер), ще нікому не відомий, шукає ангажементу. і намагається зав'язати знайомство з Гаранс, як він це робить з усіма симпатичними жінками. Гаранс залишає його ні з чим і вирушає до Ласенера (Марсель Ерран) — писаря за потребою, скупника краденого при нагоді, але передусім анархіста та «вбивці за покликанням». Це людина, збожеволіла від гордині і себелюбства. Він розважає Гаранс нескінченними розмовами, і їй здається, ніби вона сидить в театрі.
Біля входу в «Театр канатоходців» красується перед публікою Ансельм Дебюро (Етьєн Декру). Це єдине місце, де він дозволяє своєму синові Батисту (Жан-Луї Барро) розважати глядачів — чимдалі від сцени, де Батист може виявитися серйозним суперником. Батист використовує свій талант міма, щоб врятувати репутацію Гаранс, коли перехожий звинувачує її в крадіжці годинника, хоча насправді їх поцупив Ласенер. Батист бачив усе з висоти підмостків; він мовою жестів розігрує сцену й виправдовує Гаранс перед жандармом, який трохи не заарештував її. Як вдячність дівчина дарує йому троянду, і в цей момент він шалено закохується в Гаранс.
На представленні в «Канатоходцях» — театрі, де актори не мають права розмовляти, але завсідники гальорки (райка), що називають себе «дітьми райка», не відмовляють собі в цьому праві та гучно ганьблять як акторів, так і глядачів — відбувається сварка між Ансельмом Дебюро і його заклятим ворогом Барріньї (Альбер Ремі). Через них на сцені розгорається масштабна колотнеча. З болем думаючи про загрожуюче відшкодування збитків, директор театру негайно наймає Фредеріка Леметра (П'єр Брассер), що тинявся за кулісами, і дає Батисту можливість уперше вийти на сцену. Після представлення Батист запрошує Фредеріка Леметра оселитися у нього в пансіоні мадам Ерміни. Потім, як з ним буває щоночі, він йде блукати кварталами-кублами, вивчаючи світ і набираючись про нього знань. У сумно знаменитій таверні біля застави Менільмонтан він бачить свою даму серця Гаранс в товаристві Ласенера, який, втім, залицяється до неї безуспішно. Батист запрошує її на танець. Приревнувавши, Ласенер наказує своєму вірному помічникові Аврілю викинути його з вікна; але Батист не визнає себе переможеним — він повертається в таверну, б'є Авріля й урочисто йде геть, ведучи під руку Гаранс.
Батист приводить Гаранс в пансіон Ерміни. Гаранс роздягається перед ним, але замість того, щоб опанувати її, Батист втікає; він не впевнений, що вона кохає його так само сильно, як він її. Про цю втечу він шкодуватиме все життя. Фредерік Леметр — не такий ідеаліст, і тієї ж ночі, виявивши Гаранс у себе в кімнаті, він стає її коханцем. Деякий час вони живуть разом. Гаранс тепер бере участь в пантомімах «Канатоходців». Її прихильник, граф Едуар де Монтрей (Луї Салу), один з найбагатших та найелегантніших людей в Парижі, кладе усі свої статки до її ніг. Спочатку вона ставиться до нього зверхньо, але потім, коли поліція несправедливо звинувачує її в пособництві Ласенеру, який намагався убити інкасатора в пансіоні Ерміни, вона воліє скористатися заступництвом графа.
Частина друга — «Біла людина»

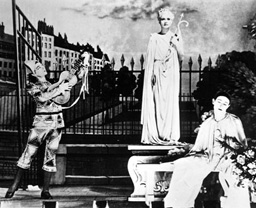
Кадр з фільму

Минуло шість років. Фредерік Леметр, що знемагав від мовчання в «Канатоходцях», став відомим актором театрів, де дозволено розмовляти. У цей момент він репетирує жахливу п'єсу «Таверна на сонячному схилі», відкрито сміється над нею і доводить до відчаю трьох співавторів-драматургів. Але саме завдяки цим кепкуванням він досягає успіху. Він позичає грошей Ласенеру і стає його другом. Ласенер і Авріль виступають його секундантами на дуелі з ображеним драматургом; на цій дуелі він поранений в руку. Батист також успішно виступає кожен вечір в «Канатоходцях» з пантомімою «Переодягання», де головний персонаж скопійований з бездомного бродяги Жеріко, торговця і донощика, якого Батист ненавидить. Батист одружений зі своєю колегою Наталі (Марія Казарес), що давно кохає його глибоко і безвідмовно. Наталі народила йому хлопчика.
Гаранс повертається до Парижа, об'їздивши майже увесь світ з Монтреєм, заради якого вона кинула Ласенера, і кожен вечір приходить на представлення «Канатоходців». Тепер вона розуміє, що Батист — її єдине кохання. Ласенер приходить до Гаранс. Як і Фредерік Леметр, а також Батист, він прославився. Його шукає вся поліція міста. Він грубіянить Монтрею, але відмовляється зійтися з ним на дуелі. На прем'єрі «Отелло», де головну роль грає Леметр, Батист і Гаранс знову зустрічаються і зізнаються один одному в кохання. Марно ревнуючи до Леметра, Монтрей провокує його на дуель в театральному фоє, знаючи, що так зможе вбити його за всіма правилами честі. Тоді Ласенер, якого Монтрей хотів викинути на вулицю піднімає завісу і пред'являє йому Батиста і Гаранс, що цілуються. Закохані проводять разом ніч в їхній старій кімнаті в пансіоні Ерміни.
На бульварі Таміль у повному розпалі карнавал. Ласенер вбиває Монтрея в турецькій лазні, чекає правосуддя і готується зійти на ешафот. Провівши лише одну ніч любові з Батистом, Гаранс залишає його Наталі і розчиняється в тріумфуючому натовпі, де Батист безуспішно намагається її розшукати.

## У ролях
| • Арлетті       | … | Клер Рен (Гаранс)       |
| • Жан-Луї Барро | … | Батист Дебюро           |
| • П'єр Брассер  | … | Фредерік Леметр         |
| • Луї Салу      | … | граф Едуар де Монтрей   |
| • Марсель Ерран | … | Ласенер                 |
| • П'єр Ренуар   | … | Жеріко, продавець одягу |
| • Марія Казарес | … | Наталі                  |
| • Етьєн Декру   | … | Ансельм Дебюро          |
| • Леон Ларів    | … | консьєрж «Канатоходців» |
| • Фабіан Лорі   | … | Авріль                  |
| • П'єр Пало     | … | режисер «Канатоходців»  |
| • Марсель Перес | … | директор «Канатоходців» |
| • Альбер Ремі   | … | Скарпіа Барріньї        |

| • Жейн Маркен      | … | мадам Ерміна      |
| • Гастон Модо      | … | сліпий            |
| • Жак Кастело      | … | Жорж              |
| • Марселла Монтіль | … | Марія             |
| • Луї Флорансі     | … | поліцейський      |
| • Раймон Роньйоні  | … | директор          |
| • Поль Франкер     | … | інспектор поліції |
| • Робер Дері       | … | Селестен          |
| • Огюст Боверіо    | … | перший автор      |
| • Поль Деманж      | … | другий автор      |
| • Жан Карме        | … | глядач            |
| • та інші          |   |                   |

## Знімальна група

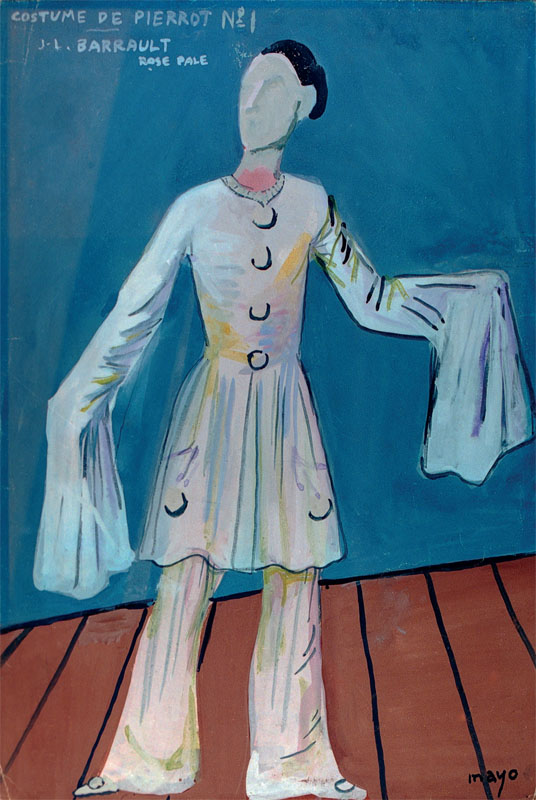
Костюм П'єро для Батиста роботи Майо

- Автор сценарію — Жак Превер
- Режисер-постановник — Марсель Карне
- Продюсери — Адрієн Роможі, Раймон Бордері
- Оператор — Роже Юбер
- Композитори — Моріс Тір'є, Жозеф Косма, Жорж Муке (пантоміми)
- Монтаж — Анрі Руст, Мадлен Бонен
- Художник-постановник — Леон Барсак, Реймон Габутті, Александр Тронер
- Художник по костюмах — Майо
- Артдиректори — Леон Барсак, Реймон Габутті

## Виробництво та прокат
Зйомки стрічки були розпочаті в серпні 1943 року в Ніцці на студії «Victorine» (декорації Бульвару Злочинів були побудовані на тому ж місці, де й білосніжний замок попереднього фільму Карне «Вечірні відвідувачі», 1942), двічі переривалися з причин, пов'язаних з історичними обставинами (окупація Франції Німеччиною), і завершилися в Парижі на студії «Pathé». Бюджет «Дітей райка» склав 55 млн франків.
На роль Жеріко, зіграну П'єром Ренуаром, спочатку планувався Робер Ле Віган, який встиг відзнятися тільки в одній сцені, а потім втік в німецький Зігмарінген через загрозу арешту за колабораціонізм. Після цього Карне думав запросити П'єра Альковера, але той був на той час хворий і занадто слабкий для такої ролі.
Прем'єра фільму відбулася у звільненому від окупації Парижі 9 березня 1945 року. Він користувався великим глядацьким успіхом, безперервно демонструючись в кінотеатрах впродовж 54-х тижнів і в результаті зібравши 41 млн франків. Пізніше цю стрічку називали найкращою в історії французького кіно.

## Факти
Головні герої фільму — реальні історичні особи. Видатний мім Батист Дебюро, або просто Батист (1796-1846), в 1819 році на сцені паризького театру «Фонамбюль» переосмислив образ П'єро, створивши його як знехтуваного нещасного закоханого. Фредерік Леметр (1800-1876) — не менш знаменитий актор, легендарний реформатор французького театру. П'єр Ласенер (1803-1836) — відомий поет і вбивця.

## Нагороди та номінації
| Список нагород та номінацій            | Список нагород та номінацій | Список нагород та номінацій            | Список нагород та номінацій | Список нагород та номінацій | Список нагород та номінацій |
| Кінопремія                             | Рік                         | Категорія                              | Номінант(и)                 | Результат                   |                             |
| -------------------------------------- | --------------------------- | -------------------------------------- | --------------------------- | --------------------------- | --------------------------- |
| Венеційський міжнародний кінофестиваль | 1946                        | Спеціальна згадка міжнародних критиків | Діти райка                  | Перемога                    |                             |
| Премія «Оскар»                         | 1947                        | Найкращий оригінальний сценарій        | Жак Превер                  | Номінація                   |                             |
| Онлайн асоціація кіно та телебачення   | 2010                        | Нагорода «Кінозал слави» — Кінофільм   | Діти райка                  | Перемога                    |                             |